# Enrique Serna
Enrique Serna (Città del Messico, 11 gennaio 1959) è uno scrittore e saggista messicano.
Nel 2000 ha vinto il premio Mazatlán per il suo romanzo storico El seductor de la patria e nel 2019 il Premio Xavier Villaurrutia per El vendedor de silencio.
Fra le sue opere si segnalano: Inno alla cellulite, Amours d'occasion, El miedo a los animales, Uno soñaba que era rey, Señorita México, la collezione di saggi Las caricaturas me hacen llorar e il romanzo pubblicato nel 2004 Ángeles del abismo.